# Priorado de Binham
Priorado de Santa Maria, Binham, ou Priorado de Binham, é um priorado beneditino em ruínas localizado na aldeia de Binham no condado inglês de Norfolk.
Hoje, a nave da igreja do priorado, muito maior, tornou-se a Igreja de Santa Maria e da Santa Cruz e ainda é utilizada como local de culto. Os vestígios do priorado estão sob os cuidados do English Heritage. A face oeste da abadia é o primeiro exemplo em Inglaterra de traceria de barras góticas, anterior à Abadia de Westminster numa década. De acordo com a English Heritage, a "história do Priorado de Binham é composta de repetidos escândalos". Muitos dos seus antecessores revelaram-se sem escrúpulos e irresponsáveis.

## História

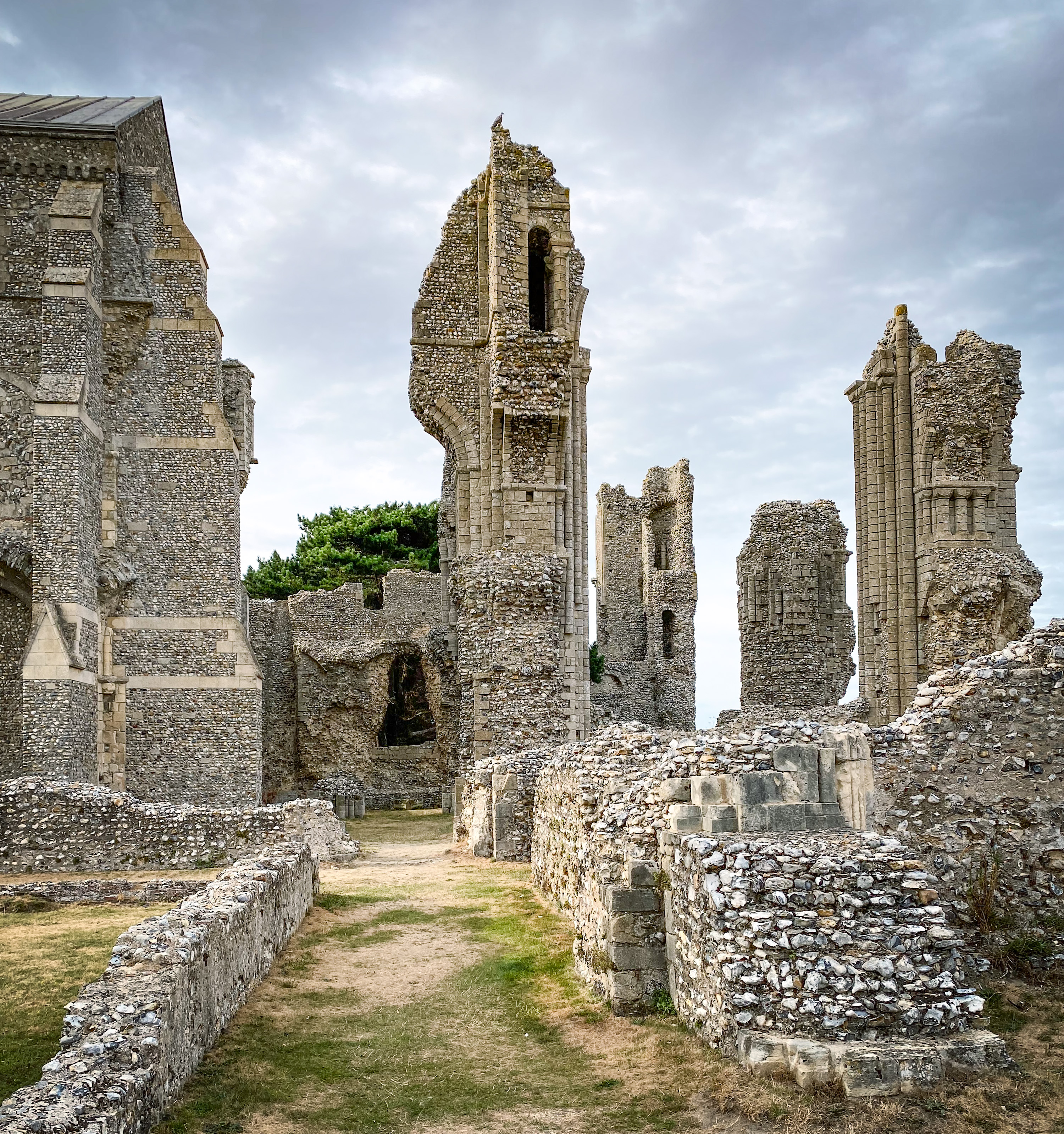
As ruínas do priorado

O Priorado de Binham foi fundado em 1091 como célula da Abadia de St Albans a pedido de Peter de Valognes, a quem foi concedido o feudo de Binham após a Conquista Normanda. O Priorado demorou cerca de 150 anos a ser concluído e ficou concluído em meados do século XIII. Tinha originalmente 8 monges, aumentando para 13 ou 14 no século XIV, antes de descer para 6 imediatamente antes da sua supressão em 1539.
Em 1212, o Priorado de Binham foi cercado por Robert Fitzwalter devido a uma discussão entre Fitzwalter e a Abadia de St. Albans. O cerco foi levantado pelas forças do Rei João I.
Em 1285, o Rei Eduardo I visitou o priorado, provavelmente durante uma peregrinação ao Priorado de Walsingham.
Em 1381, os registos do priorado foram queimados durante a Grande Revolta, esta ação foi liderada por um homem local, John Lister, que foi um organizador da rebelião em Norfolk.
Diz-se que um túnel Ley vai dos edifícios para um destino desconhecido e há relatos de que há muitos anos um violinista decidiu explorar estas passagens; podia ser ouvido a alguma distância antes de cessar subitamente. O violinista nunca mais foi visto.
Em 1539, a maior parte do priorado foi destruída sob as ordens de Henrique VIII na dissolução dos mosteiros. A riqueza do priorado foi doada a um nobre local, Sir Thomas Paston, que desmontou alguns dos edifícios para fornecer pedras para uma casa em Wells-next-the-Sea. Outras demolições foram feitas pelo neto de Paston, Edward, que planeava construir uma nova casa em Binham, mas acabou por desistir do projeto.